# Celiantha chimantensis
Celiantha chimantensis là một loài thực vật có hoa trong họ Long đởm. Loài này được (Steyerm. & Maguire) Maguire mô tả khoa học đầu tiên năm 1981.